# Leontocebus
Leontocebus és un gènere de primats de la família dels cal·litríquids. Fou separat del gènere Saguinus basant-se en dades genètiques i el fet que les espècies de Leontocebus presenten un grau de simpatria amb les espècies de Saguinus més alt del que s'esperaria per a un sol gènere.

## Taxonomia
Conté les següents espècies:
- Tití de Cruz Lima (L. cruzlimai)
- Tití de cap bru (L. fuscicollis)
- Tití fosc (L. fuscus)
- Tití d'Illiger (L. illigeri)
- Tití de mantell vermell (L. lagonotus)
- Tití de cara blanca (L. leucogenys)
- Tití de coll negre (L. nigricollis)
- Tití de front negre del Perú (L. nigrifons)
- Tití d'esquena daurada (L. tripartitus)
- Tití de Weddell (L. weddelli)